# غده اپی‌فیز
غدهٔ اپی‌فیز (به لاتین: Epiphysis cerebri)، غدهٔ پینه‌آل (به انگلیسی: pineal gland)، غدهٔ کاجی یا غدهٔ صنوبری که غدهٔ رومغزی هم نامیده شده و به چشم سوم نیز معروف است، تودهٔ بافتی مخروطی‌شکل کوچکی است که به وسیلهٔ ساقه‌ای به سقف بطن سوم مغز متصل است. این غده درون‌ریز است و متشکل از سلول‌های پینه‌آل و بینابینی می‌باشد و در عمق مغز (دیانسفال) و در بین دو نیمکرهٔ چپ و راست مخ قرار دارد. کارکرد دقیق آن هنوز مشخص نیست، البته این غده هورمونی به نام ملاتونین و ماده‌ای شیمیایی به نام سروتونین را ترشح می‌کند که در شب به حداکثر و در نزدیکی ظهر به حداقل خود می‌رسد. همچنین با چرخهٔ روزانهٔ خواب و بیداری مرتبط می‌باشد.

## ویژگی‌ها
به جز چند استثنا همگی مهره‌داران این عضو را دارند. برخی از جانوران در گذشته این عضو را داشتند، اما به مرور و طی تکامل این عضو را از دست داده‌اند. کارکرد این عضو در جانورانی چون برخی از خزندگان و دوزیستان عموماً به عنوان گیرندهٔ نوری است. برخی از گونه‌ها دارای عضوی به نام چشم سوم که در دریافت کردن نور از محیط کاربرد دارد، در سطح پوست خود هستند و عضو مذکور در ارتباط مستقیم با غدهٔ کاجی آن‌ها است. این غده به دلیل شکل مخروطی و شباهتش با مخروط‌های درخت کاج به غدد کاجی مشهور است.
اندازهٔ این غده در انسان در حدود ۵ تا ۸ میلی‌متر است و رنگی قرمز-خاکستری دارد و خود بخشی از تالاموس محسوب می‌شود. این غده تشکیل شده از بافتی پارانشیمی به همراه بافت‌های پیوندی و چهار نوع بافت دیگر. سطح این غده پوشیده از نرم‌شامه است و در مایع مغزی-نخاعی غوطه‌ور است.
مقادیر بالای ملاتونین در کودکان موجب توقف بلوغ است و به نظر می‌رسد که جسم پینه‌آل بر روی غدد تناسلی و ایجاد بلوغ اثر مهارکننده دارد؛ بنابراین اختلالات جسم پینه‌آل در کودکان موجب کاهش سطوح ملاتونین و در نتیجه بلوغ زودرس در آن‌ها می‌شود.
جسم کاجی یک تودهٔ غیرعصبی مخروطی‌شکل است که در بالای Colliculusهای بالایی قرار دارد و به وسیلهٔ پایهٔ باریک خود به قسمت پایین سطح خلفی دیانسفالون چسبیده‌است. انشعابی از بطن سوم به نام pineal recess با این پایه وارد می‌شود و آن را به دو ورقه تقسیم می‌کند. ورقهٔ بالایی را رابط هابنولار (Habenular Commissure) و ورقهٔ پایینی را رابط خلفی (Posterior Commissure) می‌نامند. جسم پینه‌آل پس از بلوغ، آهکی می‌شود.

## عملکردها
تولید ملاتونین
وظیفهٔ اصلی غدهٔ کاجی تولید ملاتونین است. این ماده تأثیرات متعددی بر دستگاه عصبی مرکزی دارد که مهم‌ترین آن‌ها ایجاد الگوهای خواب و بیداری است. تولید ملاتونین در تاریکی افزایش و هنگام روشنایی کاهش می‌یابد. سلول‌های عصبی حساس به نور در شبکیه، میزان شدت نور را به هیپوتالاموس گزارش می‌دهند. این پیام عصبی پس از پردازش به غدهٔ کاجی منتقل می‌شود. یکی دیگر از عملکردهای این غده تولید ماده‌ای به نام پینولین است که البته در این رابطه شک و تردیدهایی وجود دارد.
چشمِ سوم برای برقراری تعادل مابین هورمون های شادی آور و یا سوگواری بسیار باهوش و نابغه است. اساسا ایجاد سرخوشی و خوشبختی به تعادلِ جریان برق بستگی دارد. نورون های نخاع ، مغز ، عضلات با ایجاد جریان عصبیِ شبیه به الکتریسیته، به حرکات و فعالیت های روزانه ی زندگان، شکل و شخصیت می دهند. چشم سوم الکتریسیته و همچنین پمپاژ خون در شاهرگ و مویرگ ها را هماهنگ می کند. مسلما این دو، یعنی جریان های برقیِ عصبی و سرعت، جریان، فشار خون، می توانند خلاصه ای از آغاز و پایانِ تمامِ سلامتی و یا مرض باشند. تقریبا تمام بیماری ها در اختلالِ این دو، یعنی برق و خون، خلاصه می شوند. تمام کالبدِ تمامِ جانداران برای بهتر شدن این دو نبض می زنند. هر چقدر که این دو ماهیتِ پزشکی در جانداران قوی تر باشد، سلامتی تضمین بیشتری دارد. چشم سوم، یا با نامِ دانشگاهی غده ی پینه آل، نسبت به مزه ها، حرارت ها، تاریکی و روشنایی و تمام محرک های حسی دیگر واکنش دارد. تجربه اش را دارید که با تماشای یک نقاشی از شعله ی قرمز رنگِ شومینه‌ی یک کلبه‌ی چوبی، گرم شده اید، این چشم سوم یا همان پینه آل است که بدون به واقع رخ دادن و یا حضورِ موقعیت ها، تجربه ی احساسی حضور در آن موقعیت را به شما می دهد. در واقع احساسِ واقعی بودن رویا ها متوجه ی چشم سوم است. چون چشم سوم و پینه آل فعال است، رویا دیده می شود و نه تنها رویا دیده می شود، بلکه تجربه هم می شود و تجربه اش کاملا همانندِ رویدادِ دنیای واقع، لذت بخش یا عذاب آور است. در مدیتیشن های باستانی و نوین، تماما بر روی باز شدن پره های غده ی صنوبری یا همان چشم سوم مانور می دهند. در بین جانداران تحریک پزشکیِ چشم سوم با لمس بدن، مزه ها را دقیقا چشیدن، موسیقی و سکوت، حرارتِ سرد و گرم، تاریکی و روشنایی صورت می پذیرد. می توان با کنترلِ این المان ها، یعنی: مزه، نور، حرارت، صدا و لامسه چشم سوم را تربیت کرد، باز و بسته شدن پره های آن را کنترل کرد، و برای زندگی متعادل از آن سواری گرفت. تقریبا تمام نقاط بدن با تحریک تغییراتی در پینه آل ایجاد می کنند. اما در طب سوزنی، برای باز کردن پره های چشم سوم، نقاط مشخصی تعریف شده است، که طبیبِ ماهرِ طب سوزنی با استفاده از آن نقاط، باعث تراوشات چشم سوم می شود و به این وسیله بسیاری از بیماری روانی و جسمی را درمان می کند. یک کدام از نقطه های شناسایی شده برای مسطولی شدن بر چشم سوم، غده ی پینه آل یا صنوبری، پیشانی، از خط رویش موی سر، تا بین دو ابرو و روی بینی است. می توان با ماساژ دادن، گرم کردن، گذاشتن یخ مکعبی کوچک و یا حتی مالیدن نمک بر روی این ناحیه تا حد چشم گیری باعث تربیت و لجام زدن به چشم سوم شد. نگاه کردن به خورشید، در طلوع و غروب و یا مزه مزه کردن شکر، به صورت ریزبینانه و دقیق هم، چشم سوم را پروار می کند. سجده های طولانی مدت بر روی عناصر اربعه، بر روی خک و یا آبِ انرژیک برای باز شدن انتهای غده ی پینه آل که پشت سر است، مفید شناخته شده. به همین دلیل است که سجده، در تمام ادیان شناخته شده ی دنیا وجود دارد. 

## تنظیم فعالیت غدد جنسی
در بررسی‌ها بر روی جوندگان مشخص شده که غدهٔ کاجی میزان ترشحات غدد جنسی را تنظیم می‌کند. با حذف غدهٔ کاجی در جوندگان، میزان ترشح هورمون محرکه فولیکولی (FSH) و هورمون لوتئینی (LH) افزایش می‌یابد. با تزریق ملاتونین تغییری در میزان ترشح این هورمون‌ها پدید نیامد؛ بنابراین ماده‌ای ناشناخته ترشح‌شده از غدهٔ کاجی فعالیت غدد جنسی را کنترل می‌کند.

## تنظیم متابولیسم استخوان‌ها
در بررسی موش‌های آزمایشگاهی مشخص شده‌است که ملاتونین تولیدشده از غدهٔ کاجی بر استخوان‌سازی تأثیر دارد. پزشکان امیدوارند که در آینده و پس از آزمایش و بررسی‌های بیشتر، از این ویژگی برای تولید مجدد استخوان برای بیماران استفاده کنند.

## نگارخانه

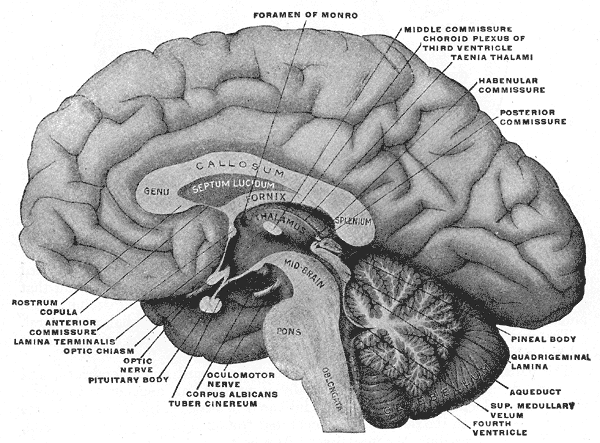
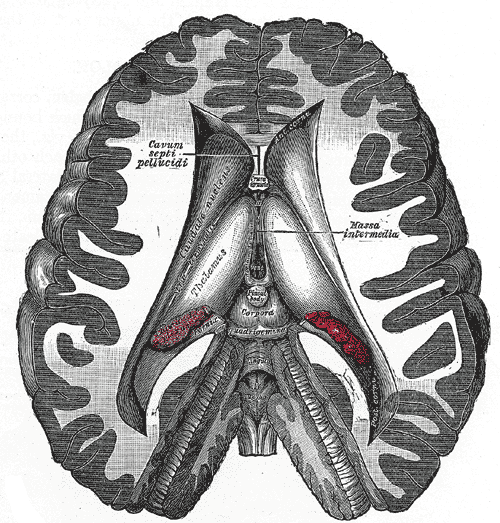
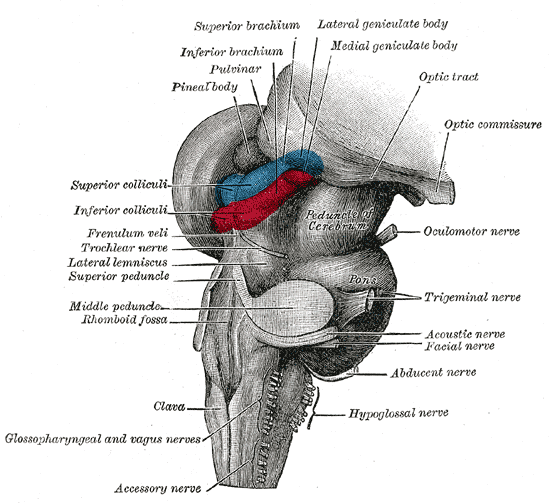
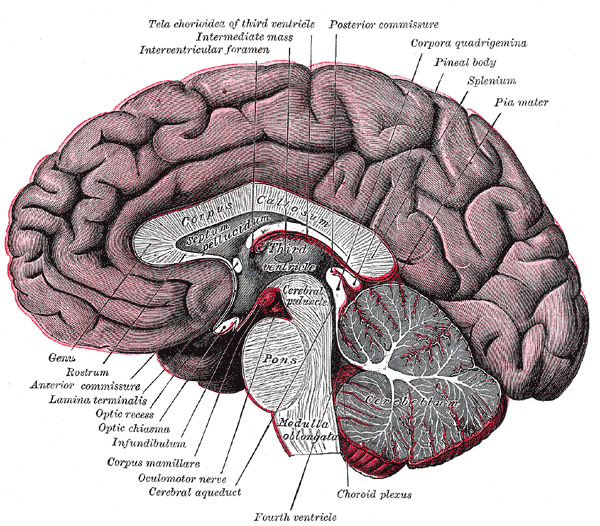
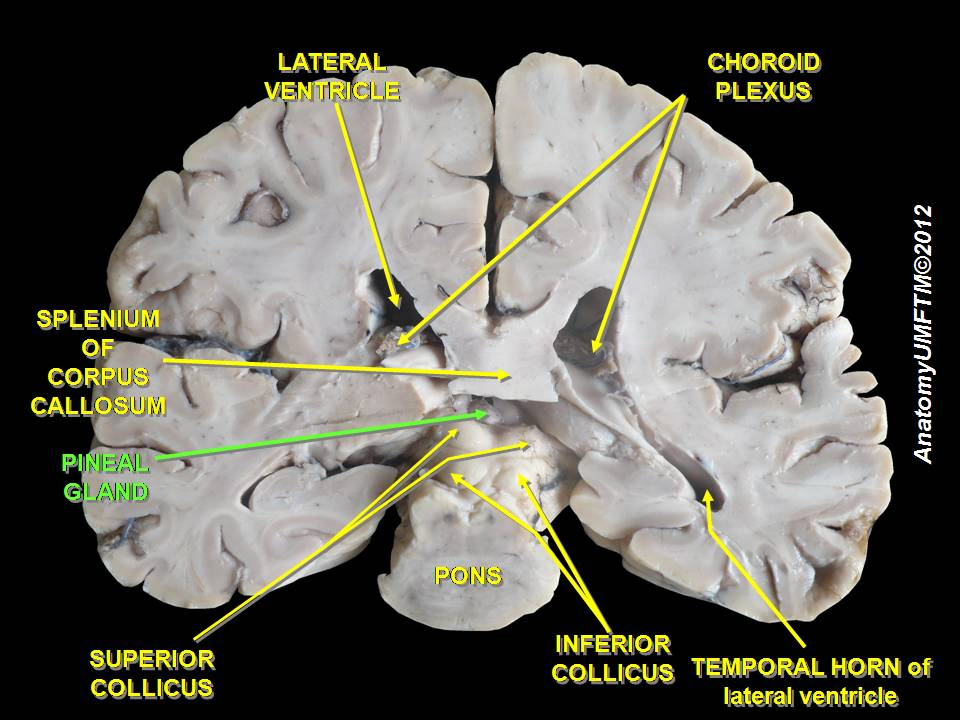